# Golden League
Golden League (sedan 5 februari 2008 kallat ÅF Golden League) var en serie friidrottsgalor anordnade av Internationella friidrottsförbundet (IAAF) där de som vann sin gren i alla deltävlingar delade på 1 miljon USD i guldtackor. Från 2010 ersattes tävlingen av Diamond League.

## Historia
1998 beslutade IAAF att höja statusen på europeiska friidrottsgalor (Bislett Games i Oslo, Golden Gala i Rom, Herculis i Monaco, Weltklasse Zürich i Zürich, Memorial Van Damme i Bryssel och ISTAF Berlin i Berlin). Tävlande i utvalda grenar fick, om de vann i samtliga deltävlingar, dela på jackpotten på 1 miljon USD. Dessutom så får tävlande mer Grand Prix-poäng för ett resultat i en Golden League-gala jämfört med en vanlig Grand Prix-tävling.
1999 utökades Golden League med en sjunde tävling: Meeting Gaz de France i Paris.
2001-2002 minskades jackpotten till 50 kg guld och alla som hade vunnit minst 5 av de sju deltävlingarna fick dela på jackpotten.
2002-2003 flyttades ISTAF Berlin tillfälligt från Olympiastadion till Friedrich-Ludwig-Jahn-Sportpark i östra Berlin på grund av ombyggnationerna av Berlins Olympiastadion inför världsmästerskapet i fotboll 2006.
2003 höjde man jackpotten till 1 miljon USD igen. Monaco lämnade Golden League och blev istället IAAF World Athletics Final, avslutning på friidrottssäsongen.
2004 flyttades Bislett Games tillfälligt från Bislett stadion i Oslo till Bergen på grund av reparationer.
2005 Bislett Games var tillbaka på Bislett i Oslo.
2006 fick den friidrottare som vann någon av fem tävlingar dela på 500000 dollar och den som vann alla sex tävlingar hade chans att vinna ytterligare 500000 dollar.
2007 fick vinnare av alla 6 tävlingarna dela på 1000000 USD. Om ingen friidrottare lyckades vinna alla sex tävlingarna fick vinnarna av fem tävlingar ett pris på 500000 USD.
2008 Det svenska teknikkonsultföretaget ÅF sluter avtal med IAAF om att bli titelsponsor till Golden League under två år. I samband med detta byter tävlingarna namn till ÅF Golden League.

## Jackpotvinnare
| År   | Vinnare                  | Gren                                |
| ---- | ------------------------ | ----------------------------------- |
| 1998 | Hicham El Guerrouj       | 1 500 meter/engelsk mil             |
| 1998 | Haile Gebreselassie      | 5 000 meter/10 000 meter            |
| 1998 | Marion Jones             | 100 meter                           |
| 1999 | Wilson Kipketer          | 800 meter                           |
| 1999 | Gabriela Szabo           | 3 000 meter/5 000 meter             |
| 2000 | Hicham El Guerrouj       | 1 500 meter/engelsk mil             |
| 2000 | Maurice Greene           | 100 meter                           |
| 2000 | Trine Hattestad          | Spjut                               |
| 2000 | Tatjana Kotova           | Längdhopp                           |
| 2001 | André Bucher             | 800 meter                           |
| 2001 | Hicham El Guerrouj       | 1 500 meter/engelsk mil/2 000 meter |
| 2001 | Allen Johnson            | 110 meter häck                      |
| 2001 | Marion Jones             | 100 meter                           |
| 2001 | Violeta Szekely          | 1 500 meter                         |
| 2001 | Olga Jegorova            | 3 000 meter/5 000 meter             |
| 2002 | Hicham El Guerrouj       | 1 500 meter                         |
| 2002 | Ana Guevara              | 400 meter                           |
| 2002 | Marion Jones             | 100 meter                           |
| 2002 | Felix Sánchez            | 400 meter häck                      |
| 2003 | Maria Mutola             | 800 meter                           |
| 2004 | Christian Olsson         | Tresteg                             |
| 2004 | Tonique Williams-Darling | 400 meter                           |
| 2005 | Tatyana Lebedeva         | Tresteg                             |
| 2006 | Asafa Powell             | 100 meter                           |
| 2006 | Jeremy Wariner           | 400 meter                           |
| 2006 | Sanya Richards           | 400 meter                           |
| 2007 | Jelena Isinbajeva        | Stavhopp                            |
| 2007 | Sanya Richards           | 400 meter                           |
| 2008 | Pamela Jelimo            | 800 meter                           |
| 2009 | Kenenisa Bekele          | 3 000 meter/5 000 meter             |
| 2009 | Jelena Isinbajeva        | Stavhopp                            |
| 2009 | Sanya Richards           | 400 meter                           |

### Fotnoter
1. ↑  http://www.dn.se/DNet/jsp/polopoly.jsp?d=672&a=739920&rss=672
2. ↑  http://www.iaaf.org/GLE08/news/newsid=43199.html